# Karina Beteta
Karina Juliza Beteta Rubín (Huánuco, Perú; 18 de enero de 1975) es una abogada y política peruana. Fue congresista de la república por la región Huánuco en tres periodos no consecutivos. 

## Biografía
Karina Beteta nació el 18 de enero de 1975 en el departamento de Huánuco en Perú.
Realizó sus estudios primarios en el Colegio Gabriel Aguilar Nalvarte Cayran y los secundarios en el C.E. Aplicación Unheval de Huánuco. Es abogada graduada por la Universidad de Huánuco y tiene estudios de postgrado en Derecho Civil por la Universidad Nacional Mayor de San Marcos.
Fue socia del Estudio Jurídico Díaz Rodríguez y Beteta, gerenta general de la Línea Star E.I.R.L y asesora de la Municipalidad del distrito de San Francisco de Cayran. Fue también presidenta del Campeonato de Fútbol Femenino en el año 2002.

## Carrera política
Como política se inició postulando sin éxito a la alcaldía del distrito de San Francisco de Cayran en el año 2002.
En el año 2005 fue invitada para postular al Congreso de la República por Unión por el Perú, partido político que postuló a la presidencia del Perú a Ollanta Humala en las elecciones del año 2006. Beteta fue candidata como representante de su natal Huánuco y obtuvo 17,798 votos, siendo elegida congresista para el periodo parlamentario 2006-2011.
En marzo de 2009, con motivo de un reconocimiento a mujeres provincianas emprendedoras por el Día de la mujer, Beteta entregó un reconocimiento en el Congreso a un grupo de mujeres, entre ellas a la conductora de espectáculos Magaly Medina, lo que generó polémica, a nivel de artistas, políticos y público en general. La congresista se defendió indicando que como presidenta de la Comisión de la mujer en el Congreso tiene la atribución de dar ese tipo de reconocimientos.
Culminando su periodo legislativo, intentó su reelección al Congreso en las elecciones generales del 2011, esta vez por el partido Fuerza 2011 liderado por Keiko Fujimori, sin embargo, Beteta no resultó reelegida.
Para las elecciones regionales del año 2014, Beteta fue candidata a la presidencia del Gobierno Regional de Huánuco por Fuerza Popular. Sin embargo, quedó en el séptimo lugar con el 3.729 % de votos válidos.
En julio del 2015, tras la destitución al congresista Alejandro Yovera por su condena al mentir en su hoja de vida, Beteta fue convocada por el Congreso de la República para ocupar el cargo del congresista y juramentó como Congresista Accesitaria para completar el periodo parlamentario 2011-2016.
En las elecciones generales del 2016, fue nuevamente reelegida Congresista en representación de Huánuco por Fuerza Popular, con 16,939 votos, para el periodo parlamentario 2016-2021.
Durante su labor parlamentaria, fue primera Vicepresidente del Congreso bajo la presidencia de Pedro Olaechea durante el periodo 2019-2020.
El 30 de septiembre del 2019, su cargo parlamentario fue interrumpido tras la disolución del Congreso decretado por el expresidente Martín Vizcarra. Durante la disolución, Beteta se mantuvo en el Congreso hasta el 2020.

## Controversias
Karina Beteta se ha manifestado en contra de la modificación de la ley del cine peruano, ya que, según afirma, «habrá más Combate y Esto es guerra [sic]».
La fiscal de la Nación, Zoraida Ávalos, abrió investigación preliminar a seis excongresistas por cobrar gastos de representación por fechas en las cuales se encontraban en el extranjero producto de viajes financiados por el propio Parlamento. Entre ellos se encuentra la ex parlamentaria quien es investigada por los delitos de peculado doloso y falsedad ideológica.
Beteta quien viajó a Suiza del 24 de marzo al 2 de abril de 2018 para participar en una Asamblea de la Unión Interparlamentaria. Para aquel mes, la semana de representación fue del 26 al 30. Sin embargo, pese a no encontrarse en el país, la ex vocera alterna de Fuerza Popular cobró los 2800 soles correspondientes a dicha actividad.